# Lampropteryx otregiata
Lampropteryx otregiata is een nachtvlinder uit de familie van de spanners (Geometridae).
De spanwijdte van deze vlinder is 21 tot 27 millimeter. De basiskleur van de vleugels is lichtbruin. Over de voorvleugel loopt een brede wit omrande bruine middenband. Langs de buitenzijde van de vleugel, bij de apex, bevindt zich een extra donker veld.
De soort gebruikt moeraswalstro (Galium palustre) als waardplant. De rups is te vinden in juli en augustus. De enige jaarlijkse generatie vliegt van juni tot halverwege juli. De soort overwintert als pop.
De soort komt voor van West-Europa in het westen tot Japan en de Koerillen in het oosten. In Europa van Scandinavië tot de Alpen. Niet in de Benelux.